# Proevippa
Proevippa es un género de arañas araneomorfas de la familia Lycosidae. Se encuentra en África austral.

## Lista de especies
Según The World Spider Catalog 12.0:
- Proevippa albiventris (Simon, 1898)
- Proevippa biampliata (Purcell, 1903)
- Proevippa bruneipes (Purcell, 1903)
- Proevippa dregei (Purcell, 1903)
- Proevippa eberlanzi (Roewer, 1959)
- Proevippa fascicularis (Purcell, 1903)
- Proevippa hirsuta (Russell-Smith, 1981)
- Proevippa lightfooti Purcell, 1903
- Proevippa schreineri (Purcell, 1903)
- Proevippa unicolor (Roewer, 1960)
- Proevippa wanlessi (Russell-Smith, 1981)